# Register
Register – cecha estetyczna złamanego tekstu polegająca na takim rozmieszczeniu łamów w kolumnach, aby wiersze w sąsiednich łamach były położone na jednakowej wysokości. Dotyczy to m.in. łamów znajdujących się:
- na tej samej kolumnie,
- na sąsiednich kolumnach na rozwarciu,
- po przeciwnych stronach tego samego arkusza.

Register odnosi się również do pagin, zwłaszcza żywych, umieszczonych na sąsiadujących stronach publikacji.
Przestrzeganie registru należy do dobrych zwyczajów typograficznych. Złamany w ten sposób tekst jest bardziej estetyczny i łatwiejszy w czytaniu — nie posiada na przykład charakterystycznych przebić pochodzących od wierszy umieszczonych po drugiej stronie arkusza, gdyż nie padają one na światło pomiędzy liniami.
Niekiedy zachowanie registru jest utrudnione lub wręcz niemożliwe, np. w tekstach zawierających skomplikowane wzory matematyczne lub przeplatanych innymi elementami o nienormatywnych rozmiarach albo zawierających fragmenty złożone różnymi stopniami pisma. W takich przypadkach dopuszczalne jest odstąpienie od registru.